# Новоішметово
Новоішме́тово (рос. Новоишметово, башк. Яңы Ишмәт) — присілок у складі Дюртюлинського району Башкортостану, Росія. Входить до складу Староянтузовської сільської ради.
Населення — 79 осіб (2010; 99 у 2002).
Національний склад:
- татари — 55 %
- башкири — 34 %